# Municipio de Satevó
El municipio de Satevó es uno de los 67 municipios en que se divide el estado mexicano de Chihuahua, localizado en el centro sur del territorio estatal. Su cabecera es el pueblo de San Francisco Javier de Satevó.

## Toponimia
El nombre del municipio proviene del tarahumara satevó, que significa «arenal».

## Geografía
El municipio de Satevó se encuentra ubicado en el centro-sur del territorio de Chihuahua, en la región comúnmente conocida como La Meseta; tiene una extensión territorial de 3562.15 kilómetros cuadrados que representan el 1.4% de la extensión total del estado. Sus coordenadas geográficas extremas son 27° 22' - 28° 09' de latitud norte y 105° 44' - 106° 38' de longitud oeste y su altitud va de un máximo de 2 500 a un mínimo de 1 200 metros sobre el nivel del mar.
Limita al norte con el municipio de Santa Isabel y el municipio de Chihuahua, al noreste con el municipio de Rosales, al este con el municipio de Saucillo, al sureste con el municipio de Valle de Zaragoza, al sur con el municipio de Rosario, al suroeste con el municipio de Nonoava, al oeste con el municipio de San Francisco de Borja y al noroeste con el municipio de Dr. Belisario Domínguez.

## Demografía
Según el Censo de Población y Vivienda de 2010 realizado por el Instituto Nacional de Estadística y Geografía, la población del municipio de Satevó es de 3 662 habitantes, de los cuales 1 908 son hombres y 1 754 son mujeres.

### Localidades
En el censo de 2020 el municipio de Satevó contaba con 129 localidades.
| Código INEGI      | Localidad                      | Población (2020) |
| ----------------- | ------------------------------ | ---------------- |
| 080610001         | San Francisco Javier de Satevó | 421              |
| Otras localidades | Otras localidades              | 2 993            |
| Total municipal   | Total municipal                | 3 414            |

## Política

### División administrativa
El municipio de Satevó tiene como división interna cuatro secciones municipales, Babonoyaba, La Joya, San Antonio de los Chacón y San José del Sitio.

### Representación legislativa
Para el ámbito de la elección de diputados locales y federales, el municipio se encuentra integrado en los siguientes distritos electorales:
Local:
- Distrito electoral local 21 de Chihuahua con cabecera en Hidalgo del Parral.[9]

Federal:
- Distrito electoral federal 9 de Chihuahua con cabecera en Hidalgo del Parral.[10]